# Emma D'Aquino
Emma D'Aquino (Catania, 18 luglio 1966) è una giornalista e conduttrice televisiva italiana.

## Biografia

### Carriera giornalistica
Laureata in Scienze politiche, ha iniziato la carriera giornalistica a Catania nelle televisioni e radio locali. In Rai dal 1996, è stata a lungo inviata di Porta a Porta. È stata inviata a New York dopo gli attentati dell'11 settembre 2001 e ha seguito i più importanti casi di cronaca, dal delitto di Cogne al processo per il delitto di via Poma. Dopo una breve esperienza al TG2 su Rai 2, nel 2003 passa alla redazione del TG1 su Rai 1. Ha lavorato nelle redazioni di TV7 e Speciale TG1, un breve periodo alla redazione Interni e poi in Cronaca. Ha seguito importanti eventi di cronaca come quello dell'omicidio di Sarah Scazzi, il terremoto dell'Aquila e il delitto di Meredith Kercher, e per diversi anni ha condotto le telecronaca dell'Inaugurazione dell'Anno giudiziario e della parata del 2 giugno. Per anni ha condotto su Rai Uno la trasmissione Palermo chiama Italia in occasione delle commemorazioni del 23 maggio in ricordo di Giovanni Falcone e Paolo Borsellino. Dopo aver condotto l'edizione del TG1 delle 13:30, attualmente conduce quella serale delle 20:00. Nell'estate 2022 ha condotto per Rai 3 il programma Ribelli e per la stessa rete Amore criminale. Tra le tante partecipazioni e iniziative sociali a cui ha aderito, ha prestato la sua voce nel cartone animato La rosa blu sul valore della diversità. È autrice del libro Ancora un giro di chiave, edito da Baldini&Castoldi.

### Programmi televisivi
Nell'estate del 2015 prende parte a due programmi di intrattenimento in onda su Rai 1: il 3 luglio partecipa come concorrente in coppia con Alberto Matano al quiz Gli italiani hanno sempre ragione condotto da Fabrizio Frizzi, mentre il 12 luglio è la narratrice di una puntata di Techetechetè 2015 - Con tutti i sentimenti. Nel 2016 sempre in coppia con Alberto Matano partecipa al fortunato talent show di Rai 1 Ballando con le stelle nelle vesti di opinionista. Il 6 gennaio 2017, partecipa come ospite ad Affari tuoi durante lo speciale della Lotteria Italia. Il 3 maggio 2017 partecipa come ospite ai Soliti ignoti dichiarando di avere tre tartarughe.
Il 23 maggio 2017 a Palermo per il 25º anniversario della strage di Capaci insieme a Franco Di Mare conduce in diretta dal carcere dell'Ucciardone una trasmissione commemorativa in compagnia di tanti istituti scolastici della zona e del capo dello Stato Sergio Mattarella. Trasmissione commemorativa che sempre in coppia con Franco Di Mare ha condotto in diretta su Rai 1 nel 2018. Il 17 agosto 2017 conduce l'edizione speciale del TG1 sull'attentato terroristico di Barcellona. Nell'agosto 2018 ha condotto gli Speciali TG1 sul crollo del Ponte Morandi a Genova.
L'8 febbraio 2018 è ospite al Festival di Sanremo partecipando ad una gag durante l'esecuzione del brano Sabato pomeriggio di Claudio Baglioni. Due anni (nella serata del 5 febbraio 2020) dopo torna a calcare il palco dell'Ariston, stavolta nelle vesti di co-conduttrice(con la sua collega Laura Chimenti e la cantante Sabrina Salerno al fianco di Amadeus e Fiorello).
Il 13 aprile 2021 prende parte ad una delle puntate dei Soliti Ignoti come concorrente: nel gioco finale riesce ad indovinare il parente misterioso, devolvendo in beneficenza alla FIA (Fondazione Italiana per l'Autismo) circa 29 000 €. Il 7 luglio 2021 conduce Speciale TG1 - Ciao Raffaella, per il corteo funebre dedicato all'artista Raffaella Carrà.
Il 27 Gennaio 2025 ha condotto dal Quirinale la Giornata della Memoria alla presenza del Presidente della Repubblica Sergio Mattarella.
Dal 20 ottobre 2022 conduce in prima serata su Rai 3 Amore criminale, prendendo il posto di Veronica Pivetti. Dal 1º maggio 2023 conduce in seconda serata su Rai 1 Vittime collaterali. Da settembre 2024 conduce in diretta su Rai Uno il programma di intrattenimento Sabato in Diretta.

## Televisione
- TG1 (Rai 1, dal 2003)
- Techetechete' (Rai 1, 2015)
- Ballando con le stelle (Rai 1, 2016)  opinionista
- I Nostri Angeli - Premio Luchetta (Rai 1, 2019-2022)
- Festival di Sanremo (Rai 1, 2020)
- Ribelli (Rai 3, 2022)
- Amore criminale (Rai 3, 2022-2023)
- Vittime collaterali (Rai 1, 2023)
- Sabato in diretta (Rai 1, 2024-2025)